# Aidia vitiensis
Aidia vitiensis är en måreväxtart som först beskrevs av Berthold Carl Seemann, och fick sitt nu gällande namn av Christopher Francis Puttock. Aidia vitiensis ingår i släktet Aidia och familjen måreväxter. Inga underarter finns listade i Catalogue of Life.